# Santo Domingo Tomaltepec
Santo Domingo Tomaltepec es una localidad del estado mexicano de Oaxaca. Es cabecera del municipio de Santo Domingo Tomaltepec.

## Demografía
| Censo | Población |
| ----- | --------- |
| 1900  | 951       |
| 1910  | 1020      |
| 1921  | 737       |
| 1930  | 924       |
| 1940  | 987       |
| 1950  | 1047      |
| 1960  | 1244      |
| 1970  | 1552      |
| 1980  | 1721      |
| 1990  | 2353      |
| 1995  | 2413      |
| 2000  | 2367      |
| 2005  | 2061      |
| 2010  | 2483      |
| 2020  | 2991      |